# Dianella boliviana
Dianella boliviana är en grästrädsväxtart som beskrevs av Jakob Schlittler. Dianella boliviana ingår i släktet Dianella och familjen grästrädsväxter.
Artens utbredningsområde är Bolivia. Inga underarter finns listade i Catalogue of Life.